# КК Арка Гдиња
КК Арка Гдиња (пољ. Arka Gdynia) је пољски кошаркашки клуб из Гдиње. У сезони 2019/20. такмичи се у Првој лиги Пољске и у Еврокупу.

## Историја
Клуб је основан 1995. године у Сопоту, који се водио као његово седиште до 2009. и селидбе у суседну Гдињу. Од 1997. игра у највишем рангу националних кошаркашких такмичења - Првој лиги Пољске, а од 2004. до 2012. био је и њен неприкосновени шампион, будући да је освојио чак девет титула заредом. У ризници трофеја има и четири Купа Пољске.
Када су међународна такмичења у питању, клуб је до 2013. поседовао А лиценцу Евролиге чији је редован учесник био од 2004. године, а најбољи резултат остварио је у сезони 2009/10. када је стигао до четвртфинала. Од осталих европских такмичења нешто запаженији успех забележио је само у некадашњем ФИБА Еврокуп челенџу чији је финалиста био у сезони 2002/03. Такође је учествовао и у три сезоне регионалне ВТБ јунајтед лиге, а највиши домет у њој било је осмо место.

## Имена клуба
У зависности од спонзора, клуб је кроз своју историју неколико пута мењао име:
- Трефл Сопот 1995—1998
- Проком Трефл Сопот 1998—2008
- Асеко Проком Сопот 2008—2009
- Асеко Проком Гдиња 2009—2013
- Асеко Гдиња 2013—2018
- Арка Гдиња 2018—тренутно

## Успеси
| Такмичење                 | Такмичење                | Број                     | Година                                                |                          |                          |
| Национално првенство - 9  | Национално првенство - 9 | Национално првенство - 9 | Национално првенство - 9                              | Национално првенство - 9 | Национално првенство - 9 |
| ------------------------- | ------------------------ | ------------------------ | ----------------------------------------------------- | ------------------------ | ------------------------ |
| Прва лига Пољске          | Првак                    | 9                        | 2004, 2005, 2006, 2007, 2008, 2009, 2010, 2011, 2012. |                          |                          |
| Прва лига Пољске          | Други                    | 2                        | 2002, 2003.                                           |                          |                          |
| Национални куп - 4        |                          |                          |                                                       |                          |                          |
| Куп Пољске                | Победник                 | 4                        | 2000, 2001, 2006, 2008.                               |                          |                          |
| Куп Пољске                | Финалиста                | 2                        | 2007, 2009.                                           |                          |                          |
| Међународна такмичења - 0 |                          |                          |                                                       |                          |                          |
| ФИБА Еврокуп челенџ       | Победник                 | -                        | -                                                     |                          |                          |
| ФИБА Еврокуп челенџ       | Финалиста                | 1                        | 2003.                                                 |                          |                          |

## Познатији играчи
- Џерел Блесингејм
- Боби Браун
- Ратко Варда
- Филип Виденов
- Јосип Вранковић
- Милан Гуровић
- Алан Грегов
- Јан Јагла
- Горан Јагодник
- Оливер Лафајет
- Дејвид Логан
- Донатас Мотијејунас
- Алексеј Нешовић
- Мирослав Радошевић
- Јово Станојевић
- Јасмин Хукић